# 栾永玉
栾永玉（1962年8月—），男，汉族，河南项城人。曾任中南财经政法大学党委书记。

## 简历
1984年取得湖南大学机械工程系工学学士学位；1996年至1997年赴日本学习。1999年取得湖大管理科学与工程专业硕士学位；2008年获经济学博士学位。中共党员。
1984年7月，任湖南大学机械工程系团委书记；1989年7月晋升为讲师，1995年7月晋升为副教授；1998年至2001年任校党委宣传部部长；2002年6月晋升为教授。2002年12月任校长助理兼党委宣传部部长；2003年至2005年6月任湖南大学校长助理；2005年7月任湖南大学副校长，2008年3月任湖南大学党委副书记。2017年6月任中南财经政法大学党委书记。2023年1月卸任中南财经政法大学党委书记。